# The Ultimate Fighter: Team Rousey vs. Team Tate
The Ultimate Fighter: Team Rousey vs. Team Tate (também conhecido como The Ultimate Fighter 18) é a décima-oitava temporada do reality show do Ultimate Fighting Championship (UFC), The Ultimate Fighter.
A série foi oficialmente anunciada pelo UFC em Março de 2013 com a revelação da primeira temporada que contaria com mulheres como treinadoras e participantes, que serão masculinos e femininos. A Campeã Peso Galo Feminino do UFC Ronda Rousey foi selecionada para ser treinadora contra a vencedora da luta entre Miesha Tate e Cat Zingano no The Ultimate Fighter 17 Finale em abril de 2013. Zingano venceu a luta, mas algumas semanas antes das gravações foi removida da posição de técnica devido a uma lesão e foi substituída por Tate.
Essa é a primeira temporada a ir ao ar na Fox Sports 1 e estreou em 4 de Setembro de 2013.

## Elenco

### Treinadores
Equipe Rousey:
- Ronda Rousey, Técnica Principal
- Andy Dermenjian
- Manny Gamburyan
- Marina Shafir
- Edmond Tarverdyan

          Equipe Tate:
- Miesha Tate, Treinadora Principal
- Thonglor "Master Thong" Armatsena
- Jack Anderson, Treinador de Wrestling
- Bryan Caraway, Treinador de Jiu Jitsu
- Shaine Jaime
- Eric Triliegi, Nutricionista

### Lutadores
- Team Rousey
  - Lutadoras Femininas: Shayna Baszler, Jessamyn Duke, Peggy Morgan, Jessica Rakoczy
  - Lutadores Masculinos: Chris Beal, David Grant, Anthony Gutierrez, Michael Wootten

- Team Tate
  - Lutadoras Femininas: Julianna Peña, Sarah Moras, Raquel Pennington, Roxanne Modafferi
  - Lutadores Masculinos: Cody Bollinger, Chris Holdsworth, Josh Hill, Tim Gorman

Lutadores eliminados no round de eliminação
- Laura Howarth, Danny Martinez, Revelina Berto, Emil Hartsner, Bethany Marshall, Valerie Letourneau, Lee Sandmeier, Tonya Evinger, Sirwan Kakai, Patrick Holohan, Colleen Schneider, Louis Fisette, Gina Mazany, Matt Munsey, Tara LaRosa, Rafael De Freitas

## Episódios
Episode 1: "History in the Making" (4 de Setembro de 2013)
- Ronda Rousey entra no centro de treinamento do Ultimate Fighter; ela foi surpreendida por ver Miesha Tate entrando no centro e que ela estava lá para ser treinadora.
- Dana White explica que Cat Zingano "machucou seu joelho" e que Tate a substituiu; Rousey disse que estava aliviada, explicando que achou que seria substituída.
- Diferentemente das temporadas anteriores, essa temporada contará com lutadoras femininas pela primeira vez, ao lado dos homens, todos na divisão de 61 kg.
- White saúda os 32 lutadores (16 homens e 16 mulheres) e implorou a eles para dar tudo no cage no dia seguinte.
- As 16 lutas preliminares começaram:

Jessamyn Duke derrotou Laura Howarth por Finalização (triângulo) no primeiro round.
David Grant derrotou Danny Martinez por Finalização (chave de braço) no segundo round.
Jessica Rakoczy derrotou Revelina Berto por Finalização (omoplata) no primeiro round.
Michael Wootten derrotou Emil Hartsner por Decisão.
Peggy Morgan derrotou Bethany Marshall por Nocaute Técnico (socos) no primeiro round.
Roxanne Modafferi derrotou Valerie Letourneau por Finalização (mata leão) no primeiro round.
Tim Gorman derrotou Lee Sandmeier por Nocaute Técnico (socos) no primeiro round.
Raquel Pennington derrotou Tonya Evinger por Finalização (guilhotina) no segundo round.
Chris Beal derrotou Sirwan Kakai por Decisão.
Josh Hill derrotou Patrick Holohan por Decisão.
Shayna Baszler derrotou Colleen Schneider por Finalização (chave de braço) no primeiro round.
Chris Holdsworth derrotou Louis Fisette por Finalização (triângulo de braço) no primeiro round.
Julianna Pena derrotou Gina Mazany por Decisão.
Anthony Gutierrez derrotou Matt Munsey por Decisão.
Sarah Moras derrotou Tara LaRosa por Decisão.
Cody Bollinger derrotou Rafael De Freitas por Nocaute Técnico (golpes) no segundo round.
- White cumprimentou os vencedores e anunciou que os lutadores receberiam $25,000 pelo Nocaute da Temporada, Finalização da Temporada e Luta da Temporada.
- A Equipe Rousey e a Equipe Tate então escolheram seus times e White jogou a moeda. Rousey venceu no jogo da moeda e optou por escolher a primeira luta.

- Seleção das mulheres:

| Treinadora | 1ª Escolha     | 2ª Escolha    | 3ª Escolha        | 4ª Escolha        |
| ---------- | -------------- | ------------- | ----------------- | ----------------- |
| Tate       | Julianna Pena  | Sarah Moras   | Raquel Pennington | Roxanne Modafferi |
| Rousey     | Shayna Baszler | Jessamyn Duke | Peggy Morgan      | Jessica Rakoczy   |

- Seleção dos homens:

| Treinadora | 1ª Escolha     | 2ª Escolha       | 3ª Escolha        | 4ª Escolha      |
| ---------- | -------------- | ---------------- | ----------------- | --------------- |
| Tate       | Cody Bollinger | Chris Holdsworth | Josh Hill         | Tim Gorman      |
| Rousey     | Chris Beal     | David Grant      | Anthony Gutierrez | Michael Wootten |

- White então mandou Rousey escolher a primeira luta ali. Ela escolheu Shayna Baszler contra Julianna Pena, as duas escolhas n°1 das mulheres de ambas equipes.

Episódio 2: "Ladies First" (11 de Setembro de 2013)
- O membro da Equipe Tate Chris Holdsworth admira a situação e debate a possibilidade de relações sexuais durante a temporada.
- As mulheres continuam a indicar como eles estão levando a sério a competição e nada vai interferir nisso.
- O presidente do UFC Dana White chega na academia e acompanhado por um médico que segurava os resultados da ressonância magnética de Gorman. E uma má notícia, o médico revelou uma lesão no tendão de Gorman. Gorman fica arrasado com a notícia e White o tira da competição. O substituto de Gorman na Equipe Tate é o canadense Louis Fisette, que foi finalizado por Holdsworth no round de eliminação após uma interessante batalha.
- Julianna Peña derrotou Shayna Baszler por Finalização (mata leão) no segundo round.
- Após Rousey escolher as duas primeiras lutadoras para se enfrentarem, Tate decidiu colocar também escolher o primeiro lutador escolhido por Rousey Chris Beal contra o sua segunda escolha Chris Holdsworth. Beal, que no episódio anterior havia lesionado sua mão.
- O episódio fechou com ambos times deixando o ginásio e Rousey andou até Tate, ela com raiva sussurra, "Só para você saber, você sorrindo da dor da minha lutadora é mais uma razão para eu acabar com você.

Episódio 3: "Stick and Move" (18 de Setembro de 2013)
- Miesha Tate visita a casa para trazer um milkshake para Julianna Peña pela vitória e também consolar sua amiga Shayna Baszler se dizendo arrependida por ela estar na Equipe de Rousey. Mas Baszler diz que Rousey "lhe deu às costas" após a derrota.
- Cody Bollinger descobre que alguém havia contado a Equipe Rousey sobre as lutas femininas desejadas pela Equipe Tate e culpou Julianna Peña. Ele então confrontou Peña na van na volta para casa acusando-a de ter contado. Se sentindo atacada, Peña então culpou Roxanne Modafferi porque ela dorme no mesmo quarto das lutadoras da Equipe Rousey. Depois Peña pediu desculpas à  Modafferi por acusá-la.
- Jessamyn Duke brinca com Raquel Pennington dizendo ter acesso a "lista secreta" das lutas femininas. Duke disse que Cody Bollinger ouviu isso e usa isso como desculpa para culpar Julianna Peña só porque ele está irritado com suas ações irritantes na casa.
- Ambas equipes vão a uma suíte privada no Red Rock Casino para assistir as lutas do UFC. Enquanto Rousey e Tate tem uma discussão porque Tate sentiu que Rousey estava muito perto de seu namorado/treinador Bryan Caraway. Rousey então lembrou o que Caraway tweetou em Março de 2012 que queria quebrar seus dentes.
- Tate revida criticando o jogo em pé de Rousey dizendo que ela não sabe como "bater manopla" e seu treinador Edmond Tarverdyan não gosta disso e critica Tate e Caraway.
- Chris Holdsworth derrotou Chris Beal por Finalização (guilhotina) no primeiro round.
- Após a luta, a próxima luta foi escolhida por Miesha Tate: a integrante da Equipe Tate Roxanne Modafferi contra a da Equipe Rousey Jessica Rakoczy.

Episódio 4: "Use the Force" (25 de Setembro de 2013)
- O lutador do UFC Dennis Hallman se junta a Equipe Tate como treinador convidado e recebe uma recepção fria do treinador da Equipe Rousey Edmond Tarverdyan que disse que estava de "olhos" nele. Tarverdyan desafia Hallman para uma luta mas então rapidamente tenta voltar com isso quando seu desafio é aceito, dizendo de ser expulso do show. Rousey então confronta Hallman e diz a ele que se ele quisesse "fosse uma p-rra de um homem," ele iria lutar contra Edmond quando não tivesse câmeras ao redor. Hallman oferece para esperar que as câmera saiam; Tarverdyan se torna escasso.
- O incidente no Twitter entra Caraway e Rousey é levantado novamente pela Equipe Rousey e o drama continua, fazendo Dana White por um limite em ambas as equipes, dizendo que isso não é bom para o esporte.
- Durante uma leve seção de sparring com Roxanne Modafferi, Raquel Pennington quer que Tate comece a colocar as mulheres para treinar com os homens da equope. Sarah Moras quer que os homens treinem pesado com ela, então Cody Bollinger e Louis Fisette treinaram com ela.
- Jessica Rakoczy derrotou Roxanne Modafferi por Nocaute Técnico (socos) no segundo round.
- Ambas equipes se sentem mal pela derrota de Roxanne porque sabem como ela trabalhou duro para chegar até lá, especialmente sua amiga da Equipe Rousey Shayna Baszler que também teve um colapso emocional após a sua derrota.
- Após a luta, a Equipe Rousey voltou ao controle e escolheu a próxima luta: o membro da Equipe Rousey David Grant contra o membro da Equipe Tate Louis Fisette.

Episódio 5: "Redemption" (2 de Outubro de 2013)
- A integrante da Equipe Tate Raquel Pennington expressa para seus companheiros de equipe que é uma atleta gay.
- Durante o jogo "Verdade ou Desafio", Louis Fisette se sente ofendido quando Anthony pergunta se Fisette é o lutador mais fraco da casa.
- De volta à casa, alguns lutadores de ambas equipes lutam contra a pressão de manter o peso antes de suas lutas.
- A mãe de Rousey e ex-Campeã de Judô de Anna Maria DeMars fica no ginásio para inspirar a equipe de sua filha.
- Para aliviar a tensão entre as equipes, Miesha Tate e seus treinadores fazem uma brincadeira com o treinador da Equipe Rousey Edmond Tarverdyan colocando uma estátua do personagem The Count da Sesame Street, que eles acham que tem uma grande sobrancelha, acompanhado de um cupom de depilação de sobrancelha. Mas achando que ele vai reagir de maneira ruim, Rousey escondeu dele.
- David Grant derrotou Louis Fisette por Finalização (mata leão) no segundo round.
- A Equipe Rousey empata o placar e escolhe a próxima luta: a integrante da Equipe Rousey Jessamyn Duke contra a da Equipe Tate Raquel Pennington.

Episódio 6: "Little Princesses" (9 de Outubro de 2013)
- Os lutadores fazem uma pausa e vão ao Green Valley Ranch com as garotas da Hooters estão na piscina.
- Julianna Peña maqueia Raquel Pennington e Sarah Moras e as chama de "princesinhas".
- Anthony Gutierrez irrita as lutadoras da casa com sua personalidade e loucuras enquanto estão dormindo.
- Tate traz o duas vezes Campeão Mundial de Muay Thai e Hall da Fama Melchor Menor para treinar Pennington com seu jogo anti-clinch.
- Raquel Pennington derrotou Jessamyn Duke por Decisão Unânime após três rounds. Após um primeiro round forte de Duke, Pennington terminou chutando Duke e encurtando na distância para golpes mais efeticos. Pennington venceu o segundo e terceiro round com golpes fortes e decisivos, enquanto Duke parcecia cansada do fim do segundo round.
- As treinadoras Rousey, Tate, e o presidente do UFC Dana White, e todos os lutadores expressaram o quanto era importante finalizar a luta, e disse que a luta entre Raquel Pennington e Jessamyn Duke poderia ser a Luta da Temporada.
- Depois de recuperar o controle da escolha de lutas, Miesha Tate escolheu seu membro de equipe Josh Hill para enfrentar o membro da Equipe Rousey Michael Wootten.

## Chaves do Torneio

### Lutadoras Femininas
|  | Round de Eliminação | Round de Eliminação |                   |     | Semifinais | Semifinais |  |  | Finale | Finale |
|  |                     |                     |                   |     |            |            |  |  |        |        |
|  |                     |                     |                   |     |            |            |  |  |        |        |
|  |                     |                     |                   |     |            |            |  |  |        |        |
|  | Shayna Baszler      | 2                   |                   |     |            |            |  |  |        |        |
|  | Shayna Baszler      | 2                   |                   |     |            |            |  |  |        |        |
|  | Julianna Peña       | FIN                 |                   |     |            |            |  |  |        |        |
|  | Julianna Peña       | FIN                 | Julianna Peña     | FIN |            |            |  |  |        |        |
|  |                     |                     | Julianna Peña     | FIN |            |            |  |  |        |        |
|  |                     | Sarah Moras         | 2                 |     |            |            |  |  |        |        |
|  | Jessica Rakoczy     | Sarah Moras         | 2                 | TKO |            |            |  |  |        |        |
|  | Jessica Rakoczy     |                     |                   | TKO |            |            |  |  |        |        |
|  | Roxanne Modafferi   | 2                   |                   |     |            |            |  |  |        |        |
|  | Roxanne Modafferi   | 2                   | Julianna Peña     | TKO |            |            |  |  |        |        |
|  |                     |                     | Julianna Peña     | TKO |            |            |  |  |        |        |
|  |                     | Jessica Rakoczy     | 1                 |     |            |            |  |  |        |        |
|  | Jessamyn Duke       | Jessica Rakoczy     | 1                 | 3   |            |            |  |  |        |        |
|  | Jessamyn Duke       |                     |                   | 3   |            |            |  |  |        |        |
|  | Raquel Pennington   | DU                  |                   |     |            |            |  |  |        |        |
|  | Raquel Pennington   | DU                  | Raquel Pennington | 3   |            |            |  |  |        |        |
|  |                     |                     | Raquel Pennington | 3   |            |            |  |  |        |        |
|  |                     | Jessica Rakoczy     | DU                |     |            |            |  |  |        |        |
|  | Peggy Morgan        | Jessica Rakoczy     | DU                | 1   |            |            |  |  |        |        |
|  | Peggy Morgan        |                     |                   | 1   |            |            |  |  |        |        |
|  | Sarah Moras         | FIN                 |                   |     |            |            |  |  |        |        |
|  | Sarah Moras         | FIN                 |                   |     |            |            |  |  |        |        |

### Lutadores Masculinos
|  | Round de Eliminação | Round de Eliminação  |                  |     | Semifinais | Semifinais |  |  | Finale | Finale |
|  |                     |                      |                  |     |            |            |  |  |        |        |
|  |                     |                      |                  |     |            |            |  |  |        |        |
|  |                     |                      |                  |     |            |            |  |  |        |        |
|  | Chris Beal          | 1                    |                  |     |            |            |  |  |        |        |
|  | Chris Beal          | 1                    |                  |     |            |            |  |  |        |        |
|  | Chris Holdsworth    | FIN                  |                  |     |            |            |  |  |        |        |
|  | Chris Holdsworth    | FIN                  | Chris Holdsworth | FIN |            |            |  |  |        |        |
|  |                     |                      | Chris Holdsworth | FIN |            |            |  |  |        |        |
|  |                     | Michael Wootten      | 1                |     |            |            |  |  |        |        |
|  | Davey Grant         | Michael Wootten      | 1                | FIN |            |            |  |  |        |        |
|  | Davey Grant         |                      |                  | FIN |            |            |  |  |        |        |
|  | Louis Fisette       | 2                    |                  |     |            |            |  |  |        |        |
|  | Louis Fisette       | 2                    | Chris Holdsworth | FIN |            |            |  |  |        |        |
|  |                     |                      | Chris Holdsworth | FIN |            |            |  |  |        |        |
|  |                     | Davey Grant          | 2                |     |            |            |  |  |        |        |
|  | Michael Wootten     | Davey Grant          | 2                | DU  |            |            |  |  |        |        |
|  | Michael Wootten     |                      |                  | DU  |            |            |  |  |        |        |
|  | Josh Hill           | 3                    |                  |     |            |            |  |  |        |        |
|  | Josh Hill           | 3                    | Davey Grant      | BYE |            |            |  |  |        |        |
|  |                     |                      | Davey Grant      | BYE |            |            |  |  |        |        |
|  |                     | Anthony Gutierrez ** | -                |     |            |            |  |  |        |        |
|  | Anthony Gutierrez   | Anthony Gutierrez ** | -                | BYE |            |            |  |  |        |        |
|  | Anthony Gutierrez   |                      |                  | BYE |            |            |  |  |        |        |
|  | Cody Bollinger *    | -                    |                  |     |            |            |  |  |        |        |
|  | Cody Bollinger *    | -                    |                  |     |            |            |  |  |        |        |

* Bollinger não pesou e foi expulso. Gutierrez avançou diretamente para as semifinais.
** Gutierrez não pesou e foi expulso. Grant avançou diretamente para o final.
|       |  | Equipe Rousey       |
|       |  | Equipe Tate         |
| DU    |  | Decisão Unânime     |
| DM    |  | Decisão Majoritária |
| DD    |  | Decisão Dividida    |
| FIN   |  | Finalização         |
| (T)KO |  | (Técnico)Nocaute    |
| BYE   |  | Desistência         |

## Bônus da Temporada
- Luta da Temporada:  Jessamyn Duke vs.  Raquel Pennington
- Nocaute da Temporada:  Jessica Rakoczy (vs. Roxanne Moddaferi)
- Finalização da Temporada:  Sarah Moras (vs. Peggy Morgan)

## The Ultimate Fighter 18 Finale
A final do TUF 18 é esperada para ocorrer em 30 de novembro de 2013 no Mandalay Bay Events Center em Las Vegas, Nevada, em um evento que também contará com a disputa do Cinturão Peso Mosca do UFC entre Demetrious Johnson e Joseph Benavidez.